# Amy Hood

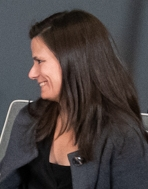
Amy Hood (2019)

Amy Hood ist eine US-amerikanische Geschäftsfrau. Sie ist seit 2013 Finanzchefin (Chief Financial Officer) der Firma Microsoft.
Hood ist Platz 28 auf der Liste der 100 mächtigsten Frauen der Welt.

## Karriere
Hood hat einen Bachelor der Duke University sowie einen Master of Business Administration der Harvard University. Vor ihrem Wechsel zu Microsoft arbeitete sie für die Investmentbank Goldman Sachs.